# 小品般若经
《小品般若經》（羅馬化：Aṣṭasāhasrikā Prajñāpāramitā Sūtra），又称《摩訶般若波羅蜜經》、《小品般若波羅蜜經》、《小品經》；梵文《八千颂般若》。为後秦鸠摩罗什译，共十卷，收录于《大正新修大藏经》般若部。
该经主要讲述大乘佛教般若空观的理论；其中主要阐释菩萨之般若波罗蜜、诸法无受三昧、菩萨摩诃萨等，兼论般若波罗蜜与五蕴关联、受持修习般若波罗蜜的功德，以及诸法空无所得、空三昧等。

## 版本
本经之漢文译本有：
- 《道行般若經》，十卷，後汉支娄迦谶译。
- 《大明度無極經》，六卷，吴支谦译。
- 《摩訶般若波羅蜜鈔經》，五卷，題作昙摩蜱、竺佛念译。現存的《摩訶般若波羅蜜鈔經》，是「小品」類，與經錄記載的「大品」不合。從經錄記載來推斷，本經可能是東晉竺法護譯《新道行經》的殘本，或者是失譯的《須菩提品經》。曇摩蜱所譯的般若經，應為大品，已經佚失[1][2]。
- 《摩訶般若波羅蜜經》（小品般若經），姚秦鳩摩羅什譯，凡十卷，二十九品。
- 《大般若經》第四会十八卷二十九品、第五会十卷二十四品，唐玄奘译。
- 《佛母出生三法藏般若波羅蜜經》，二十五卷三十二品，宋施护译。

## 結構
| 小品般若經（十卷） 鳩摩羅什譯 | 大品般若經（三十卷） 鳩摩羅什譯               | 道行般若經（十卷） 支婁迦讖譯                               | 大般若經第四會（十八卷） 玄奘譯 |
| ----------------------------- | --------------------------------------------- | ----------------------------------------------------------- | --- |
| 1.初品                        | 1.序品 7.三假品~18.問乘品 21.出到品~26.無生品 | 1.道行品                                                    | 1.妙行品（施護本題作〈了知諸行相品〉） （羅馬化：sarvākāra-jñatā-caryā） |
| 2.釋提桓因品                  | 27.問住品~29.散華品                           | 2.難問品                                                    | 2.帝釋品 （羅馬化：śakra） |
| 3.（寶）塔品                  | 30.三歎品~33.述成品                           | 3.功德品                                                    | 3.供養窣堵波品 （羅馬化：aprameya-guṇa-dhāraṇa-pāramitā-stūpa-satkāra） |
| 4.明呪品                      | 34.勸持品~36.尊導品                           | 3.功德品                                                    | 3.供養窣堵波品 （羅馬化：aprameya-guṇa-dhāraṇa-pāramitā-stūpa-satkāra） |
| 5.舍利品                      | 37.法稱品                                     | 3.功德品                                                    | 4.稱揚功德品 （羅馬化：guṇa-parikīrtana） 5.福門品 （羅馬化：puṇya-paryāya） |
| 6.佐助品                      | 38.法施品                                     | 3.功德品                                                    | 4.稱揚功德品 （羅馬化：guṇa-parikīrtana） 5.福門品 （羅馬化：puṇya-paryāya） |
| 7.迴向品                      | 39.隨喜品                                     | 4.漚惒拘舍羅勸助品                                          | 6.隨喜迴向品 （羅馬化：anumodanā-pariṇāmanā） |
| 8.泥梨品                      | 40.照明品~41.信毀品                           | 5.泥犁品                                                    | 7.地獄品 （羅馬化：niraya） 8.清淨品 （羅馬化：viśuddhi） 9.讚歎品 （羅馬化：stuti） |
| 9.歎淨品                      | 42.歎淨品~44.遍歎品                           | 6.清淨品 7.嘆品                                             | 7.地獄品 （羅馬化：niraya） 8.清淨品 （羅馬化：viśuddhi） 9.讚歎品 （羅馬化：stuti） |
| 10.不可思議品                 | 45.聞持品                                     | 8.持品                                                      | 10.總持品 （羅馬化：dhāraṇa-guṇa-parikīrtana） |
| 11.魔事品                     | 46.魔事品~47.兩過品                           | 9.覺(魔)品                                                  | 11.魔事品 （羅馬化：māra-karma） 12.現世間品 （羅馬化：loka-saṁdarśana） 13.不思議等品 （羅馬化：acintya） 14.譬喻品 （羅馬化：aupamya）                                                                        |
| 12.小如品                     | 47.兩過品~48.佛母品                           | 10.照明品                                                   | 11.魔事品 （羅馬化：māra-karma） 12.現世間品 （羅馬化：loka-saṁdarśana） 13.不思議等品 （羅馬化：acintya） 14.譬喻品 （羅馬化：aupamya）                                                                        |
| 13.相無相品                   | 49.問相品~50.成辦品                           | 11.不可計品                                                 | 11.魔事品 （羅馬化：māra-karma） 12.現世間品 （羅馬化：loka-saṁdarśana） 13.不思議等品 （羅馬化：acintya） 14.譬喻品 （羅馬化：aupamya）                                                                        |
| 14.船喻品                     | 51.譬喻品                                     | 12.譬喻品                                                   | 11.魔事品 （羅馬化：māra-karma） 12.現世間品 （羅馬化：loka-saṁdarśana） 13.不思議等品 （羅馬化：acintya） 14.譬喻品 （羅馬化：aupamya）                                                                        |
| 15.大如品                     | 52.知識品~54.大如品                           | 13.分別品 14.本無品                                         | 15.天讚品 （羅馬化：deva） 16.真如品 （羅馬化：tathatā） |
| 16.阿惟越致相品               | 55.不退品~56.堅固品                           | 15.阿惟越致品                                               | 17.不退相品 （羅馬化：avinivartanīyā-kāra-liṅga-nimitta） |
| 17.深功德品                   | 57.深奧品~58.夢行品                           | 16.怛竭優婆夷品 17.守空品                                   | 18.空相品 （羅馬化：śūnyatā） 19.深功德品（施護本題作〈甚深義品〉，羅馬化：gambhīrārtha） |
| 18.恒伽提婆品                 | 59.河天品~60.不證品                           | 16.怛竭優婆夷品 17.守空品                                   | 20.殑伽天品（施護本併入〈甚深義品〉內） （羅馬化：gaṅgadevī-bhaginī） 21.覺魔事品（施護本拆為〈善巧方便品〉與〈辯魔相品〉） （羅馬化：māra-karma）                                                                              |
| 19.阿毘跋致覺魔品             | 61.夢誓品                                     | 18.遠離品                                                   | 20.殑伽天品（施護本併入〈甚深義品〉內） （羅馬化：gaṅgadevī-bhaginī） 21.覺魔事品（施護本拆為〈善巧方便品〉與〈辯魔相品〉） （羅馬化：māra-karma）                                                                              |
| 20.深心求菩提品               | 61.夢誓品~62.魔愁品                           | 19.善知識品 20.釋提桓因品                                   | 22.善友品 （羅馬化：kalyāṇamitra） 23.天主品 （羅馬化：śakra） |
| 21.恭敬菩薩品                 | 62.魔愁品~63.等學品                           | 21.貢高品 22.學品 23.守行品 24.強弱品 25.累教品 26.不可盡品 | 24.無雜無異品（施護本題作〈增上慢品〉，羅馬化：abhimāna） 25.迅速品（施護本題作〈學品〉，羅馬化：śikṣā） 26.幻喻品 （羅馬化：māyopama） 27.堅固品 （羅馬化：sāra） 28.散花品 （羅馬化：avakīrṇakusuma） |
| 22.無慳煩惱品                 | 63.等學品~64.淨願品                           | 21.貢高品 22.學品 23.守行品 24.強弱品 25.累教品 26.不可盡品 | 24.無雜無異品（施護本題作〈增上慢品〉，羅馬化：abhimāna） 25.迅速品（施護本題作〈學品〉，羅馬化：śikṣā） 26.幻喻品 （羅馬化：māyopama） 27.堅固品 （羅馬化：sāra） 28.散花品 （羅馬化：avakīrṇakusuma） |
| 23.稱揚菩薩品                 | 64.淨願品~65.度空品                           | 21.貢高品 22.學品 23.守行品 24.強弱品 25.累教品 26.不可盡品 | 24.無雜無異品（施護本題作〈增上慢品〉，羅馬化：abhimāna） 25.迅速品（施護本題作〈學品〉，羅馬化：śikṣā） 26.幻喻品 （羅馬化：māyopama） 27.堅固品 （羅馬化：sāra） 28.散花品 （羅馬化：avakīrṇakusuma） |
| 24.囑累品                     | 65.度空品~66.累教品                           | 21.貢高品 22.學品 23.守行品 24.強弱品 25.累教品 26.不可盡品 | 24.無雜無異品（施護本題作〈增上慢品〉，羅馬化：abhimāna） 25.迅速品（施護本題作〈學品〉，羅馬化：śikṣā） 26.幻喻品 （羅馬化：māyopama） 27.堅固品 （羅馬化：sāra） 28.散花品 （羅馬化：avakīrṇakusuma） |
| 25.見阿閦佛品                 | 67.無盡品~70.三慧品                           | 21.貢高品 22.學品 23.守行品 24.強弱品 25.累教品 26.不可盡品 | 24.無雜無異品（施護本題作〈增上慢品〉，羅馬化：abhimāna） 25.迅速品（施護本題作〈學品〉，羅馬化：śikṣā） 26.幻喻品 （羅馬化：māyopama） 27.堅固品 （羅馬化：sāra） 28.散花品 （羅馬化：avakīrṇakusuma） |
| 26.隨知品                     | (無對應)                                      | 27.隨品                                                     | 29.隨順品 （羅馬化：anugama） |
| 27.薩陀波崙品                 | 88.常啼品                                     | 28.薩陀波倫菩薩品                                           | 無對應 （施護本有此品，題為〈常啼菩薩品〉，羅馬化：sadāprarudita） |
| 28.曇無竭品                   | 89.法尚品                                     | 29.曇無竭菩薩品                                             | 無對應 （施護本有此品，題為〈法上菩薩品〉，羅馬化：dharmōdgata） |
| 29.囑累品                     | 89.法尚品~90.囑累品                           | 30.囑累品                                                   | 無對應 （施護本有此品，題為〈囑累品〉，羅馬化：parīndanā） |

## 延伸閱讀
- 吳汝鈞：〈般若經的空義及其表現邏輯 （页面存档备份，存于）〉。